# 가고일즈

가고일즈(영어: Gargoyles)는 디즈니 텔레비전 애니메이션, AKOM, 한호흥업, 선우 엔터테인먼트, 코코 엔터프라이즈, 새롬 애니메이션, 동양동화과 부에나 비스타 텔레비전이 제작한 미국의 애니메이션 시리즈다. 1994년 10월 24일 본방송을 시작하여 1997년 2월 15일까지 방영되었다. 이 시리즈에서는 가고일로 알려진, 낮에는 돌로 변하는 야행성 생물이 등장한다. 마법으로 석화하여 천 년을 지내고 중세 스코틀랜드로부터 옮겨진 가고일들은 현대의 뉴욕 시에서 되살아나 밤의 비밀 수호자의 역할을 떠맡는다.
《가고일즈》는 비교적 어두운 톤에 복잡한 스토리 아크, 멜로드라마로 주목받았다. 인물 호(캐릭터 아크)는 시리즈를 전반에 배치되었다. 1995년에는 비디오 게임 각색과 파생된 만화 시리즈가 발표되었다. 《가고일즈》의 줄거리는 2006년부터 2009년까지 만화판 《가고일즈》에서 계속되었다.